# رايموند شيروود
رايموند شيروود (بالإنجليزية: Raymond Sherwood)‏ هو كاتب أغاني وشاعر أمريكي، ولد في 25 نوفمبر 1895، وتوفي في 15 أغسطس 1965.